# Georges Fonbelle-Labrousse
Georges Fonbelle-Labrousse, ou Georges Fombelle-Labrousse, est un homme politique français né le 29 juin 1846 à La Bachellerie (Dordogne) et mort le 7 janvier 1927 à Caudéran (Gironde).
Notaire à La Bachellerie, il est élu maire de sa commune natale en 1878, conseiller général du canton de Terrasson en 1883 et député de la Dordogne de 1885 à 1889, siégeant au groupe de la Gauche républicaine. En 1890, il est nommé percepteur dans l'Ain.
George Fombelle est l'un des organisateurs du cercle périgourdin (pétrocorien) de la Ligue de l'enseignement

## Sources
- « Georges Fonbelle-Labrousse », dans Adolphe Robert et Gaston Cougny, Dictionnaire des parlementaires français, Edgar Bourloton, 1889-1891 [détail de l’édition]
- « Georges Fonbelle-Labrousse », dans le Dictionnaire des parlementaires français (1889-1940), sous la direction de Jean Jolly, PUF, 1960 [détail de l’édition]